# 柏克萊加州大學總圖書館

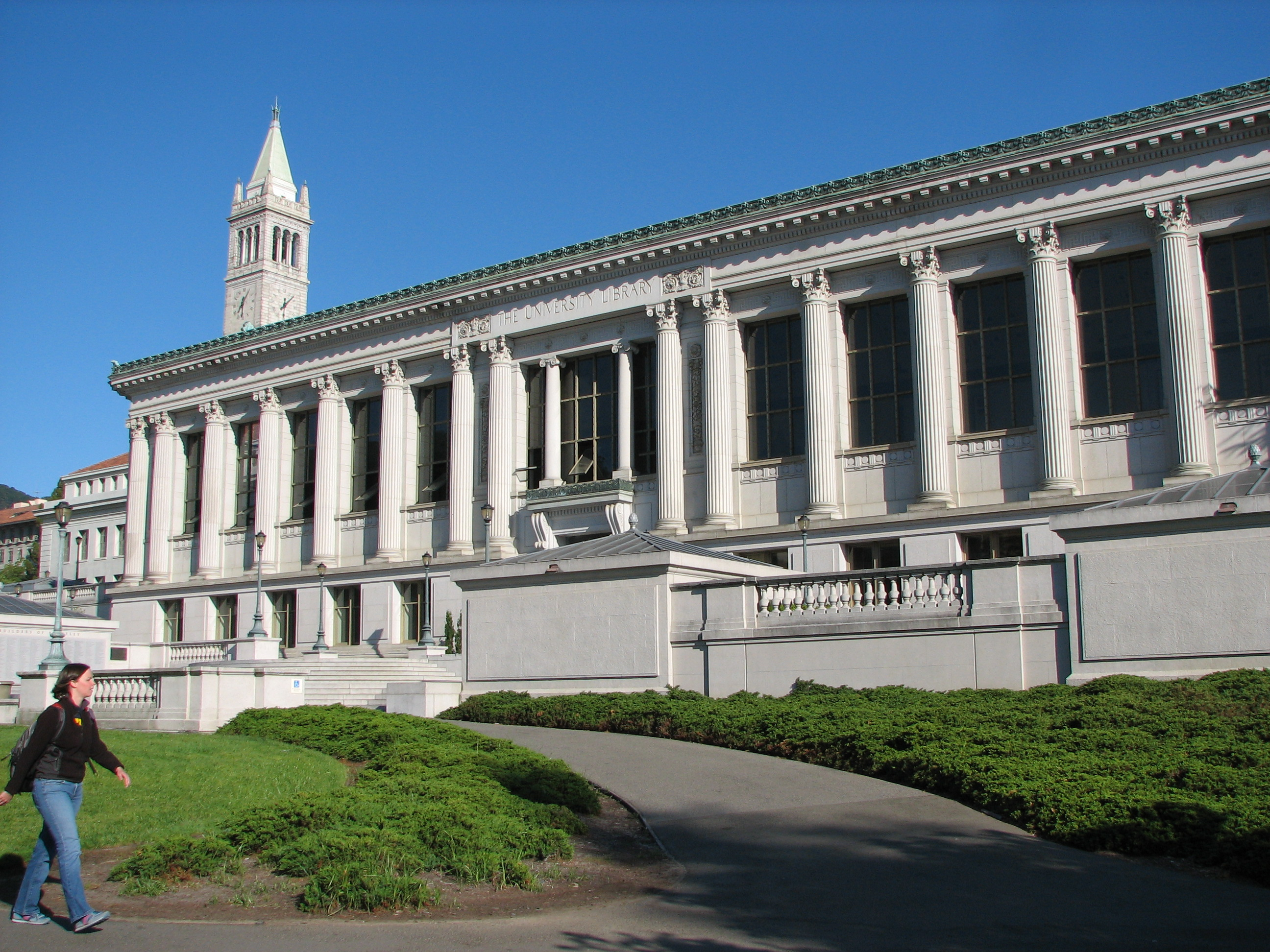
图书馆北侧

多伊纪念图书馆（英語：Doe Memorial Library）是柏克萊加州大學总图书馆，该图书馆以其忠诚校友查尔斯·富兰克林·多伊（Charles Franklin Doe）慷慨施惠命名。每学期大考前的一个星期和大考期间，图书馆开放24个小时，提供学生一个既方便又安全的环境修习。学期间不时更有午时休闲诗歌朗诵等活动。